# N2,N2-Diméthylguanine
La N2,N2-diméthylguanine est une base nucléique purique dérivée de la guanine par méthylation. Elle est présente naturellement dans certains ARN de transfert et ARN ribosomiques sous forme de N2,N2-diméthylguanosine.